# Univerzita Sapientia
Sapientia Sedmihradská Maďarská Univerzita, celý názvem maďarsky Sapientia Erdélyi Magyar Tudományegyetem, zkráceně Sapientia EMTE, je soukromá univerzita s maďarským vyučovacím jazykem fungující od roku 2000 ve třech vlastních kampusech v sedmihradských městech Kluž, Marosvásárhely a Csíkszereda v Rumunsku.

## Historie
Univerzita Sapientia vznikla roku 2000 z iniciativy a podpory tehdejší maďarské vlády (první vláda Viktora Orbána) a čtyř maďarských křesťanských církví v Sedmihradsku (evangelicko–luteránské, reformované, římskokatolické a unitářské). Neboť rumunské státní autority odmítaly vznik maďarskojazyčné univerzity, ačkoliv Evropská úmluva o menšinách i sama rumunská ústava garantuje, že národnostní menšiny mají právo na vzdělávání ve svém mateřském jazyku. Povolení k činnosti od rumunského ministerstva školství získala roku 2001. Univerzitu spravuje Sapientia Alapítvány, největším sponzorem školy je Maďarsko, respektive maďarská vláda.

### Rektoři
- 2000 – 2003 : Dr. Sándor Tonk
- 2003 – 2007 : Dr. Pál Szilágyi
- 2007 – : Dr. László Dávid

## Studium
- Csíkszereda (Miercurea Ciuc), župa Harghita
  - Fakulta hospodářských a humanitních věd
  - Fakulta technických a společenských věd[2]
- Kolozsvár (Kluž, Cluj-Napoca), župa Kluž
  - Fakulta přírodních a uměleckých věd[3]
- Marosvásárhely (Târgu Mureș), župa Maros
  - Fakulta technických a humanitních věd[4]
- Sepsiszentgyörgy (Sfântu Gheorghe)

## Hodnocení
Sapientia se podle výzkumu společnosti Ad-Astra umístila na 1. místě mezi 28 soukromými univerzitami v Rumunsku, a na 20. místě ze všech 75 rumunských univerzit, státních i soukromých.